# آدام لوفیور
آدام لوفیور (به انگلیسی: Adam LeFevre) (زاده ۱۱ اوت ۱۹۵۰) بازیگر آمریکایی است.
از فیلم‌های معروف او می‌توان به بازی در فیلم عشق و سیگار، آهنگ در فردا، قلب‌ها در آتلانتیس، قسمت‌های خصوصی و به دست آوردن وودستاک اشاره کرد.